# Fontenille-Saint-Martin-d'Entraigues

Fontenille-Saint-Martin-d'Entraigues este o comună în departamentul Deux-Sèvres, Franța. În 2009 avea o populație de 584 de locuitori.